# Miguel Ibarra Castillo
Miguel Ángel Ibarra Castillo (Santiago del Esteto, Argentina, 1940) fue un futbolista argentino que jugaba como delantero.

## Trayectoria

### Comercio Central Unidos
Ibarra Castillo debutó de muy joven en Comercio Central Unidos, club de la ciudad de Santiago del Estero. Ya en sus inicios era uno de los jugadores más destacados de la Liga Santiagueña.

### Atlético Tucumán
Aunque muchos clubes de su provincia querían quedarse con el futbolista, Ibarra Castillo llegó a San Miguel de Tucumán para sumarse a Atlético Tucumán. En 1959 se coronó campeón tucumano y disputó el Campeonato de Campeones de la República Argentina. Se consagró campeón del torneo y obtuvo el primer título nacional del decano. Debido a la consagración, el decano, se enfrentó a la Selección Argentina e Ibarra Castillo marcó el primer gol, en lo que fue empate por 2 a 2.

### Tigre
Como muchos de sus compañeros, Ibarra Castillo fue transferido al fútbol de Buenos Aires, para sumarse a Tigre.

## Clubes
| Club                    | País      |
| ----------------------- | --------- |
| Comercio Central Unidos | Argentina |
| Atlético Tucumán        | Argentina |
| Tigre                   | Argentina |

## Palmarés
| Título                                  | Equipo           | País      | Año  |
| --------------------------------------- | ---------------- | --------- | ---- |
| Liga Tucumana                           | Atlético Tucumán | Argentina | 1959 |
| Campeonato de Campeones de la República | Atlético Tucumán | Argentina | 1960 |